# Эвристика беглости
В психологии эвристика беглости — ментальная эвристика, в которой, если один объект обрабатывается плавнее или быстрее другого,то этот объект имеет более высокое значение в отношении рассматриваемого вопроса. Другими словами, чем более умело или изящно идея передается, тем вероятней, что её следует рассматривать серьезно, независимо от того, логична она или нет.
Якоби и Даллас (1981) обнаружили, что если объект «выскакивает» у человека и легко воспринимается, то человек, вероятно, видел его раньше, даже если ему кажется, что он видит его в первый раз.

## Применение эвристики беглости
Чтобы использовать эвристику беглости для поиска, люди должны иметь точное представление о том, распознают ли они имя объекта «a» быстрее, чем имя объекта «б», или наоборот. Гертвиг исследовал степень, в которой люди могут точно распознать эти различия. Он пришёл к трем выводам: во-первых, люди довольно хорошо разбираются в задержках распознавания. Во-вторых, даже принимая во внимание менее точные оценки, субъективные оценки владения языком являются умеренно хорошим предсказателем критерия, за исключением ситуаций, когда экологическая достоверность информации о беглости изначально слишком мала. Наконец, он обнаружил, что способность людей к дискриминированию является самой высокой для тех пар, в которых сила влияния наиболее высока.
Можно ли сделать вывод о человеке в соответствие с эвристикой беглости?
Примерно от двух третей до трех четвертей выводов, в которых применима эвристика беглости, фактический выбор людей соответствовал тому, что было предсказано эвристикой. Гертвиг и его сотоварищи также обнаружили, что чем больше разница между задержками распознавания (для двух объектов), тем больше вероятность того, что фактический вывод будет соответствовать предсказанию эвристики беглости.

## Нейронные корреляты
Вольц, Шулер и Крамон (2010) использовали функциональную магнитно-резонансную томографию, чтобы изолировать суждения на основе эвристического анализа, с целью сопоставить использование беглости в определенных областях мозга, что могло бы дать более точное понимание основных процессов эвристики. Они определили, что в рамках серого вещества головного мозга была активирована беглость эвристических решений. Учитывая, что активация серого вещества, как полагают, отражает интеграцию элементов восприятия и памяти в сознательный гештальт, они предполагают, что активация коррелирует с опытом беглости.

## Эффект повторения
Ллойд, Вестерман и Миллер в 2003 году провели пять экспериментов для исследования того, зависит ли беглость от обработки памяти распознавания и от величины беглости, ожидаемой от целей, исходя из частоты, с которой они появились на более ранней стадии исследования. Объекты изучали цели один или пять раз, а затем получили тест на распознавание, который включал медиапрайминг, чтобы повысить беглость половины тестируемых предметов. Результаты показали, что начальная фаза оказала большее влияние на ответы распознавания, когда цели были представлены один раз, чем когда они были представлены пять раз. Однако, взаимодействие между беглостью и целевой частотой было обнаружено только при манипулировании частотой между субъектами. Было также обнаружено взаимодействие между манипуляцией медиапрайминга и частотой-мишенью с использованием «поддельной» манипуляционной частотой, что указывает на то, что атрибуты беглости корректируются в соответствии с ожиданиями испытуемых относительно беглости, которая должна быть результатом предыдущих опытов со стимулом.
В современном мире эвристика беглости,ее алгоритмы, принципы и модели широко применяются в менеджменте, управленческой психологии, психологии лидерства, теории работы с информацией, кибернетике, теории операций, статистике и прочих дисциплинах.

## Критика
Многие психологи и критики не согласятся с пользой эвристики беглости. Наши предки развивали в процессе эволюции мыслительные стратегии, которые помогали им собирать пищу, выживать и размножаться. У них (и у нас) был мозг, предназначенный для постоянного принятия решений относительно того, не подкрадывается ли сзади лев, или листья шуршат просто потому, что на них села птица. Разум работает по принципу «Делай или умри», а не по принципу «Не рассуждай или узнай почему», — отмечает Роберт Орнстейн. Разум никогда не развивался в том направлении, чтобы интуитивно предсказывать колебания на рынке ценных бумаг, оптимальную политику социального обеспечения или относительную безопасность вождения по сравнению с полетами на самолете. Следовательно, быстрый скачок к заключениям может лучше работать в тех ситуациях, с которыми сталкивался наш вид в процессе своего становления, а не в тех, с которыми он сталкивается сейчас.
Многим решениям, которые мы «высиживаем», помогает «эвристика» нашего разума — простые правила из нашего когнитивного арсенала, которые берлинские психологи Герд Гигеренцер и Петер Тодд называют «быстрыми и экономными» и которые делают нас интуитивно сообразительными. Другие исследователи могут называть эвристику «быстрыми и грязными» короткими путями психической деятельности, которые иногда ведут к ошибкам. Однако большинство согласится с тем, что эвристика — это своего рода стимулы для нашего восприятия, которые обычно хорошо срабатывают, но иногда рождают иллюзии или ошибки восприятия. Наш мозг интуитивно предполагает, что неясные объекты находятся дальше, чем четко различимые, и обычно они действительно располагаются гораздо дальше. Но туманным утром автомобиль, едущий впереди вас, может оказаться гораздо ближе, чем вам кажется.